# Elisabeth Sophie Friis
Elisabeth Sophie komtesse Friis, gift Desmercières (1. maj 1714 - 18. juni 1799) var datter af Christian Friis (1691-1763) lensgreve til Frijsenborg og hustru Øllegaard Gersdorff (1687-1734). Hun tiltrådte ejerskabet af Grevskabet Frijsenborg i 1787 efter sin søster, Christine Sophie Friis.

## Liv
Elisabeth Sophie Frijs blev den 25. juni 1751 på Frijsenborg viet til Jean Henri Desmercières, der var født den 8. maj 1687 i Paris, søn af Jean Henri Huguetan, greve af Gyldensteen og en modehandlerske i Paris. Han blev i 1776 naturaliseret som dansk adelsmand med navnet Johan Henrik Desmercierès. Han døde to år senere.
Elisabeth Sophie Friis tiltrådte ejerskabet af Frijsenborg ved sin søster, Christine Sophie Friis' død i 1787. Da hendes ægteskab med Johan Henrik Desmercierès var barnløst, tilfaldt ejerskabet derefter hendes niece Sophia Magdalena Krag-Juel-Vind. Hun var datter af hendes afdøde søster Birgitte Christine Friis (1715-1775), gift von Gram.
Elisabeth Sophie Friis døde på Frijsenborg og blev bisat i Hammel Kirkes grevelige kapel.

## Læs yderligere
- Annette Hoff: Boller Slot i 650 år, Wormianum, Landbohistorisk Selskab 2012.
- Bjerre Herred Bogen I & II, Glud Museums Forlag 1963 og 2001.
- Knud Søndergaard: Asta Grundtvig, Liv og virke, slægt og venner. Redaktion af illustrationer: Lars Thorkild Bjørn. Forlaget Vartov 2013.